# Barleria obtusa
Barleria obtusa är en akantusväxtart som beskrevs av Christian Gottfried Daniel Nees von Esenbeck. Barleria obtusa ingår i släktet Barleria och familjen akantusväxter. Inga underarter finns listade i Catalogue of Life.

## Bildgalleri

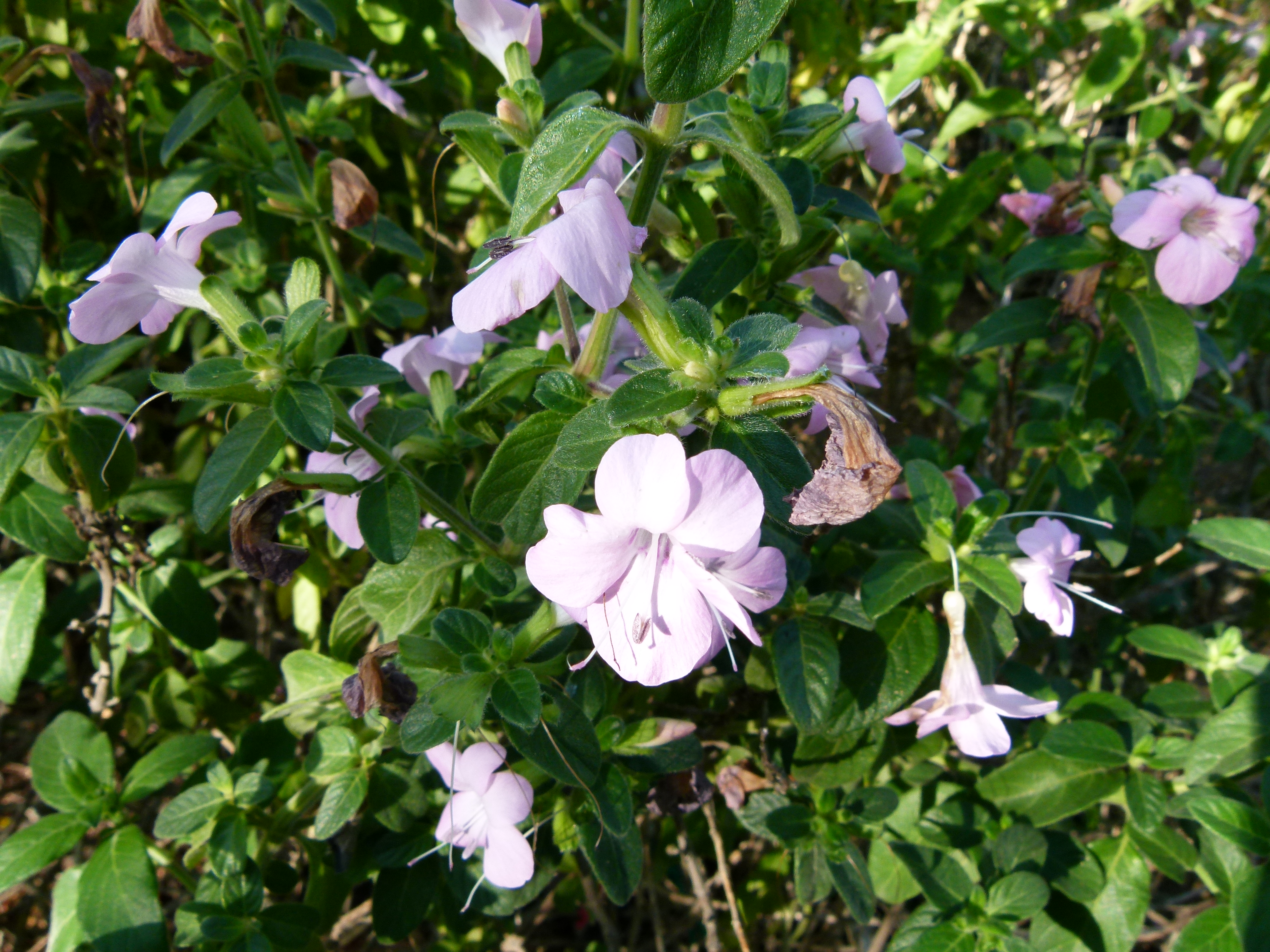